# Ла Реаль (галера, 1694)
«Ла Реаль» (фр. La Réale) — французская экстраординарная 32-баночная галера, спущенная на воду в 1694 году. Галера считалась адмиральской, то есть являлась флагманским кораблём французского галерного флота с 1694 по 1720 год.